# Lak Si
Lak Si est l’un des 50 khets de Bangkok, Thaïlande.

## Galerie

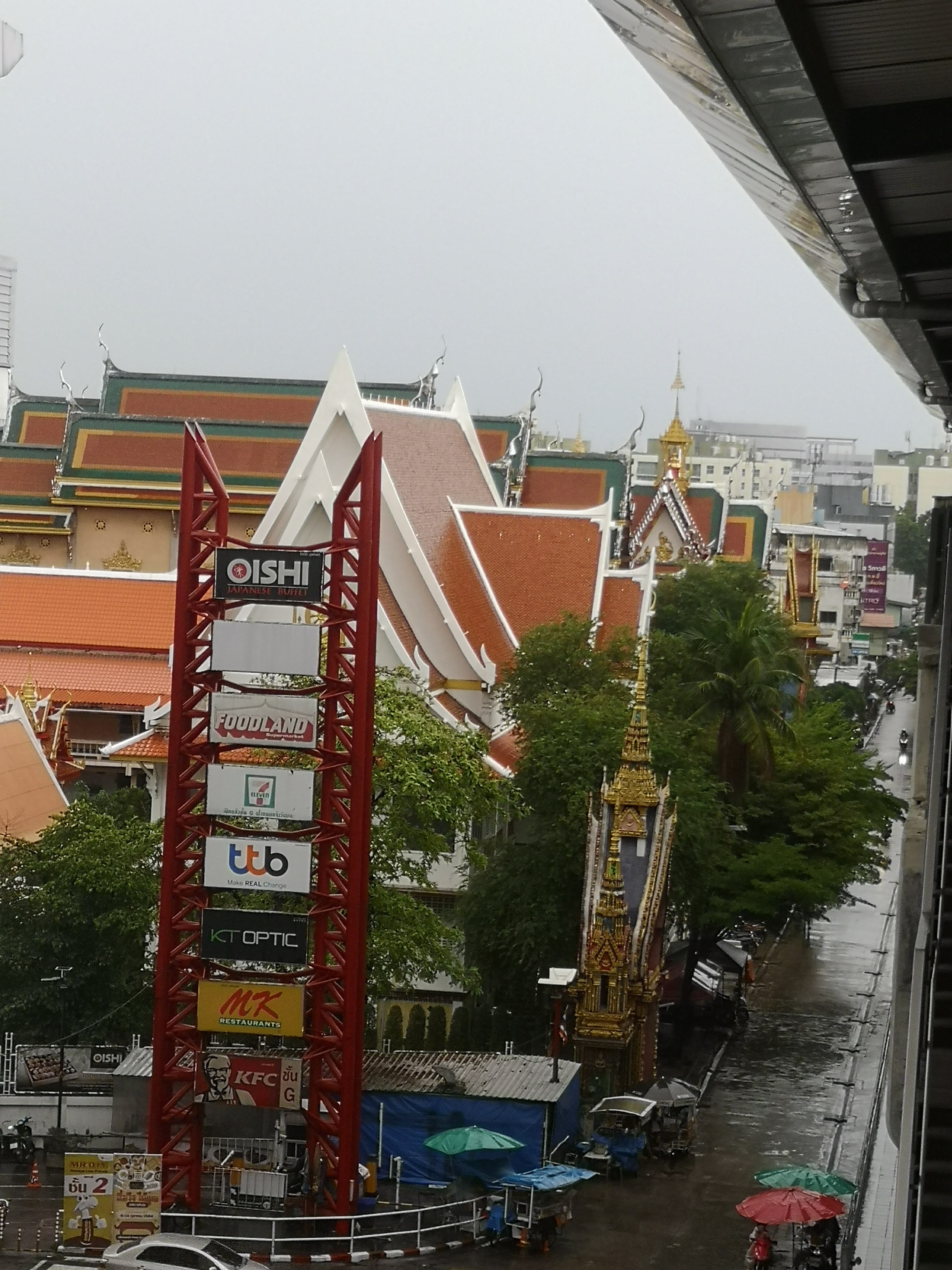
Le

- Le Wat Lak Si (th)